# Evergreen Group
Evergreen Group — концерн тайваньского конгломерата судоходных и транспортных компаний, и других ассоциированных сервисных компаний.
Evergreen Group возникла в 1975 году в результате диверсификации бизнеса судоходной компании Evergreen Marine Corporation (EMC), которая была создана в 1968 году, и является, по состоянию на 2021 год, 7-м крупнейшим морским контейнерным перевозчиком в мире.

## История

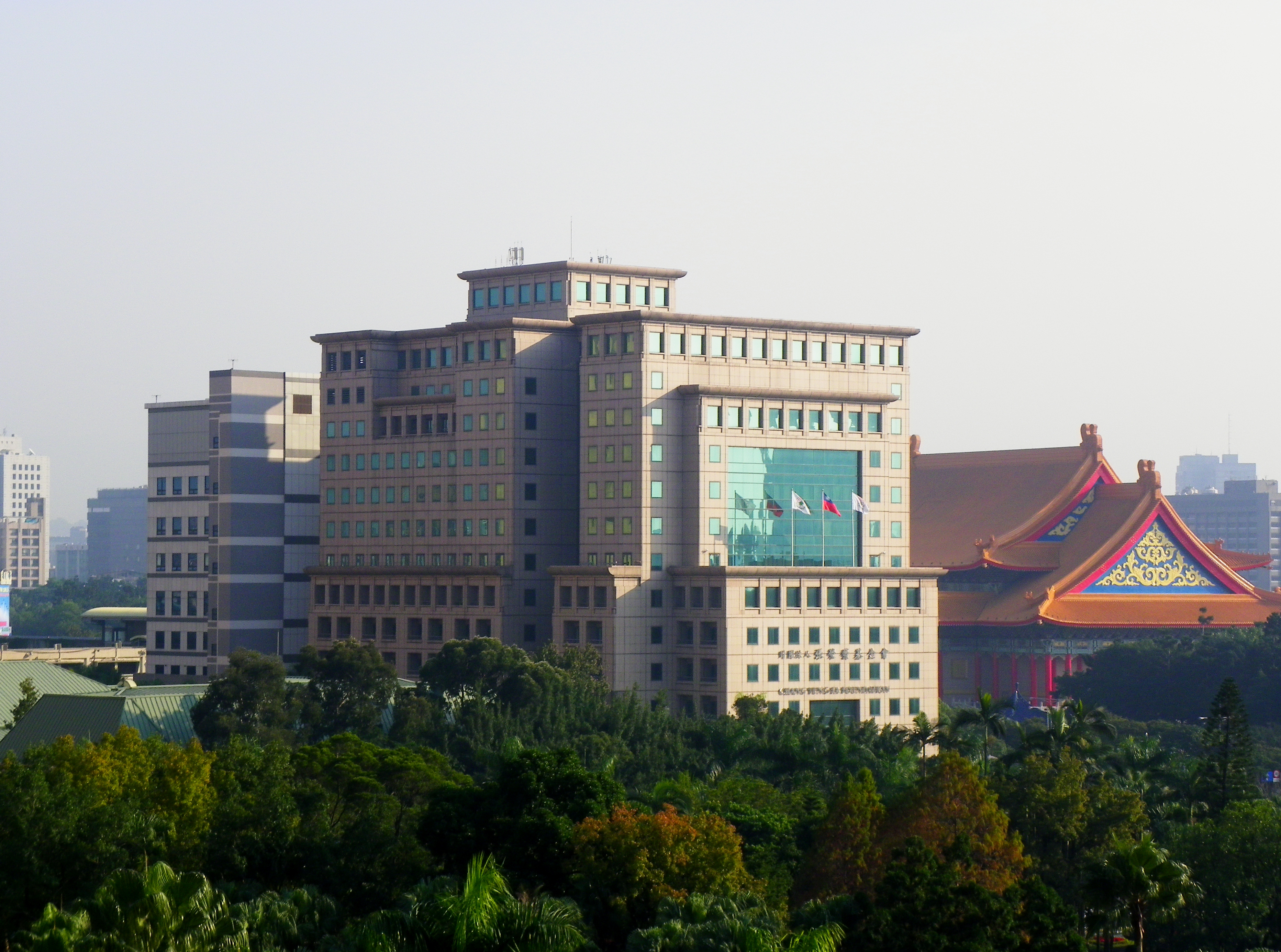
Морской музей компании Evergreen

В 1961 году капитан Чанг Юнг Фа (Chang Yung-fa), 張榮發) совместно с несколькими друзьями, организовал судоходную компанию. Затем он решил создать свою собственную компанию и 1 сентября 1968 года основал Evergreen Marine Corporation, флот которой состоял только из одного подержанного судна дедвейтом 15 тыс. тонн. В следующие 5 лет флот компании увеличился до 12 судов.
В 1975 году Чанг предугадал контейнерный бум и приобрел четыре контейнерных судна, поставив их на линию на восточное побережье США.
В 1989 году была создана первая частная тайваньская авиакомпания — EVA Airways Corporation.
В 1998 году компания приобрела итальянскую судоходную компанию Lloyd Triestino, которая с 2006 года переименована в Italia Marittima S.p.A., что расширило сферу действия компании на Европу.
В 2002 году в Лондоне была зарегистрирована судоходная компания Hatsu Marine.
В 2006 году Гоминьдан продала Evergreen Group свою бывшую штаб-квартиру за 96 млн долларов, в настоящее время в этом здании находится Морской музей компании.
В 2010 году компания объявила что имеет амбициозные планы по увеличению вдвое флота, который на тот момент насчитывал 81 судно.

## Контейнеровоз в Суэцком канале
23 марта 2021 года контейнеровоз Ever Given компании Evergreen, имеющий панамскую регистрацию, сел на мель в Суэцком канале, и перегородил движение судов в обоих направлениях. На подходах к каналу скопилась пробка из более чем 450 судов. По подсчетам Bloomberg общий ущерб от блокировки канала составляет 9,6 млрд долларов в сутки.

## Структура компании

### Evergreen Marine
Evergreen Marine Corporation (EMC) — всемирная морская транспортная сеть, международный морской контейнерный перевозчик, являющийся пятым после Maersk, Mediterranean Shipping Company, CMA CGM и COSCO.
Дочерние компании:
- Italia Marittima
- Evergreen UK Ltd.

### Evergreen International

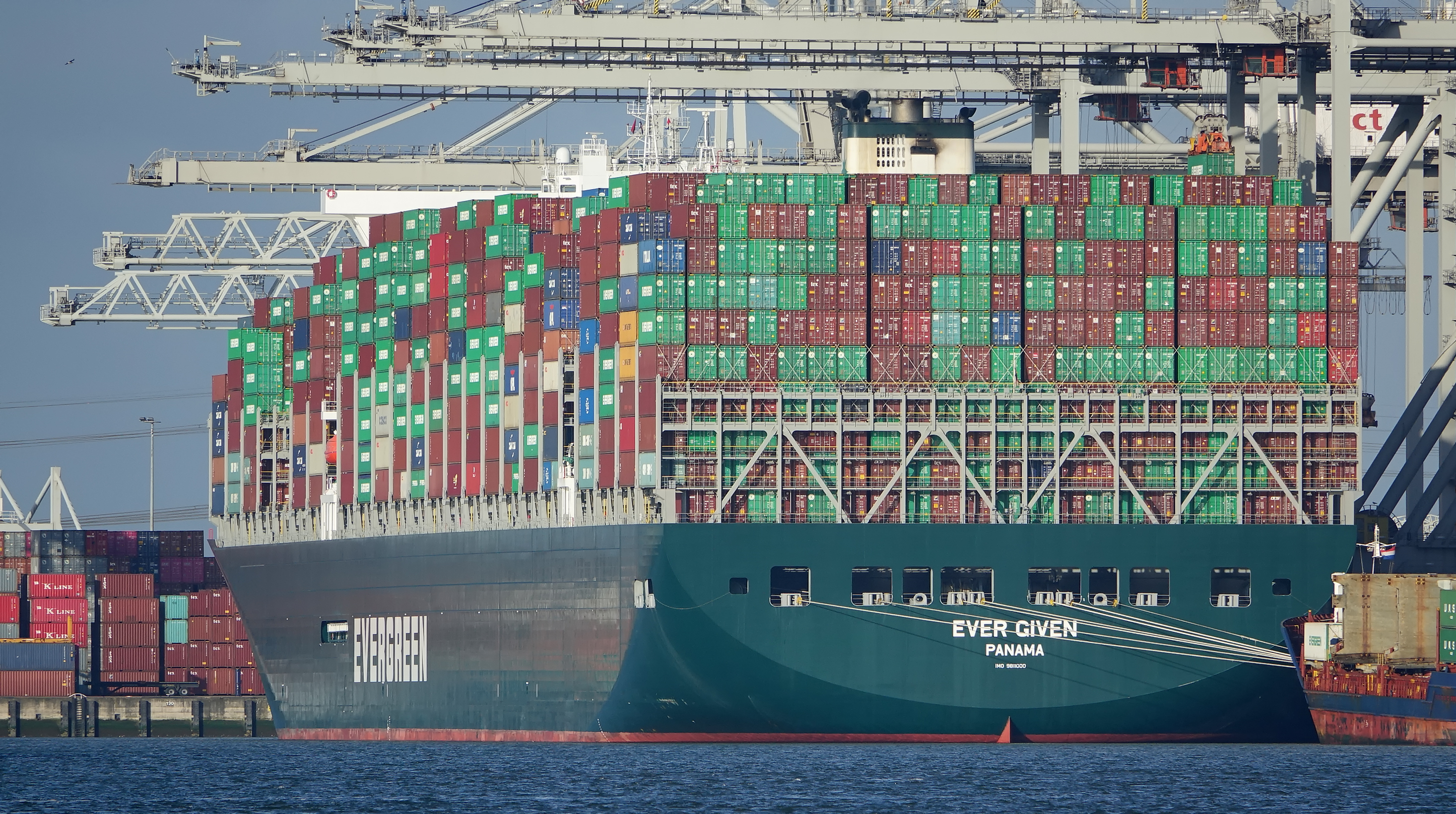
Ever Given. Порт Роттердама 2020.

- Evergreen International Corporation[5]

### Авиаперевозчики EVA Air и Uni Air
- EVA Air (EVA Airways Corp.) — собственные авиалинии
- Uni Air

### Evergreen Aviation Technologies
- Evergreen Aviation Technologies Corporation[6] — ремонт (MRO[англ.]) авиатехники
- Evergreen Airline Services Corp.[7] — обслуживание авиатехники
- Evergreen Air Cargo Services Corporation[8] — грузовые авиаперевозки
- Evergreen Sky Catering Corp.[9] (осн. в 1993 году, в T’ao-yüan Hsien)
- Chang Yung-fa[англ.] Foundation[10]

Evergreen Symphony Orchestra
- Evergreen International Convention Center[11]
- Evergreen Maritime Museum[12]
- Evergreen Security Corp.[13] — охрана и безопасность
- Evergreen Logistics Corp.[14]
- Evergreen International Engineering Corp.[15]
- Evergreen International Storage & Transport Corp.[16] — склады по всему миру
- Evergreen International Hotels[17] — международная сеть отелей
- Evergreen Steel Corp.[18] — постройка зданий и сооружений